# St. Pölten

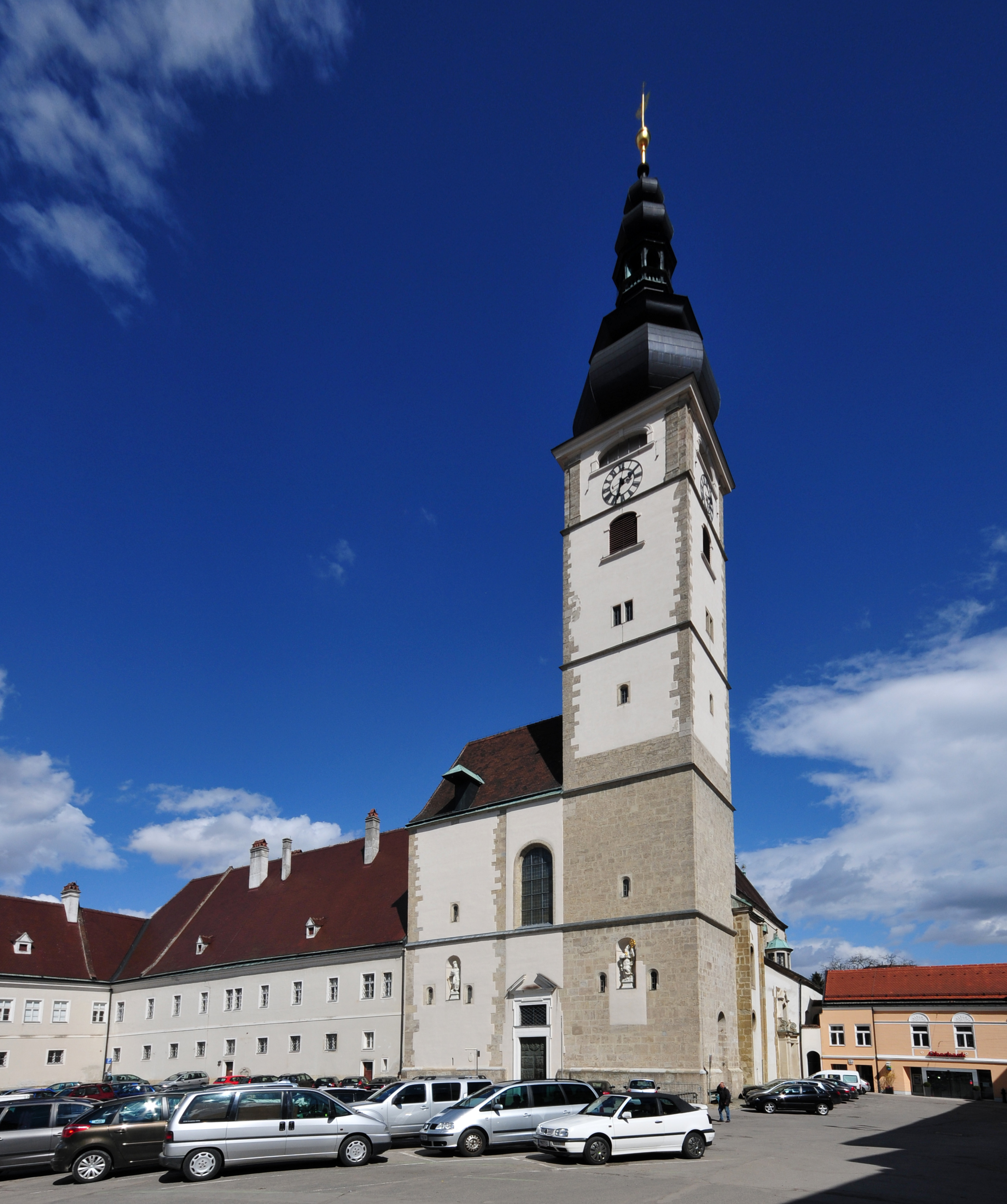

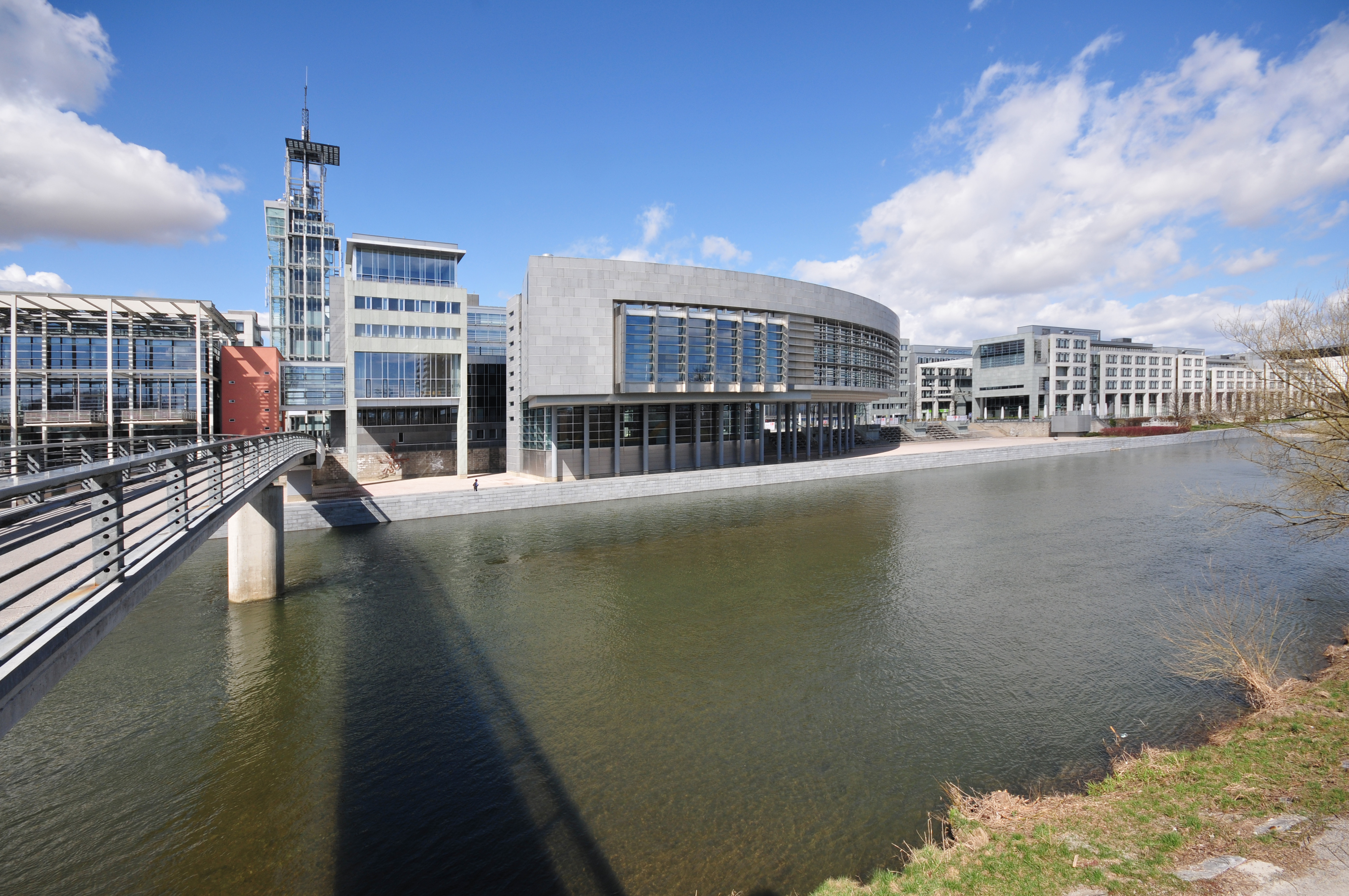
Landhaus

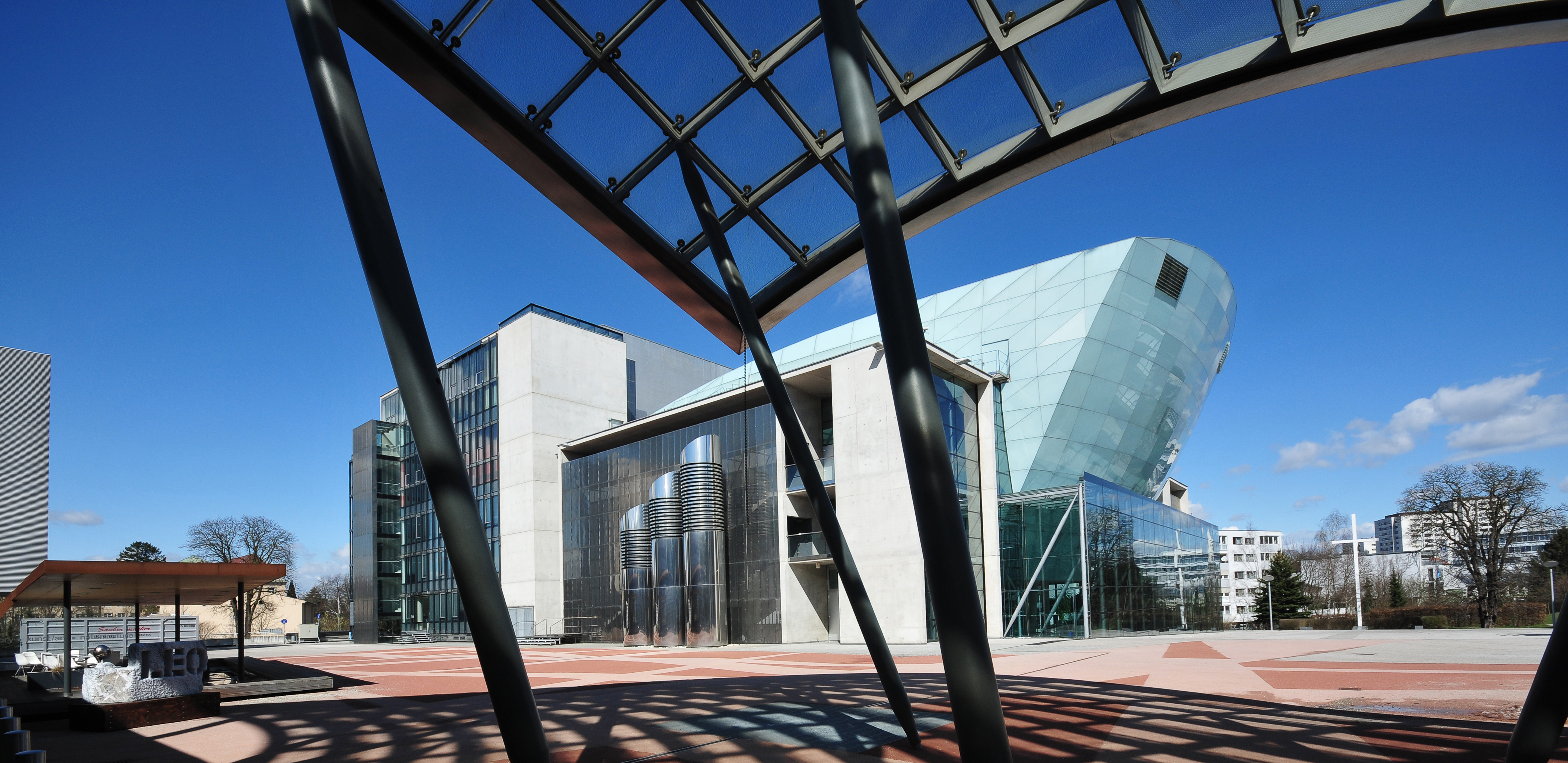
Festspielhaus

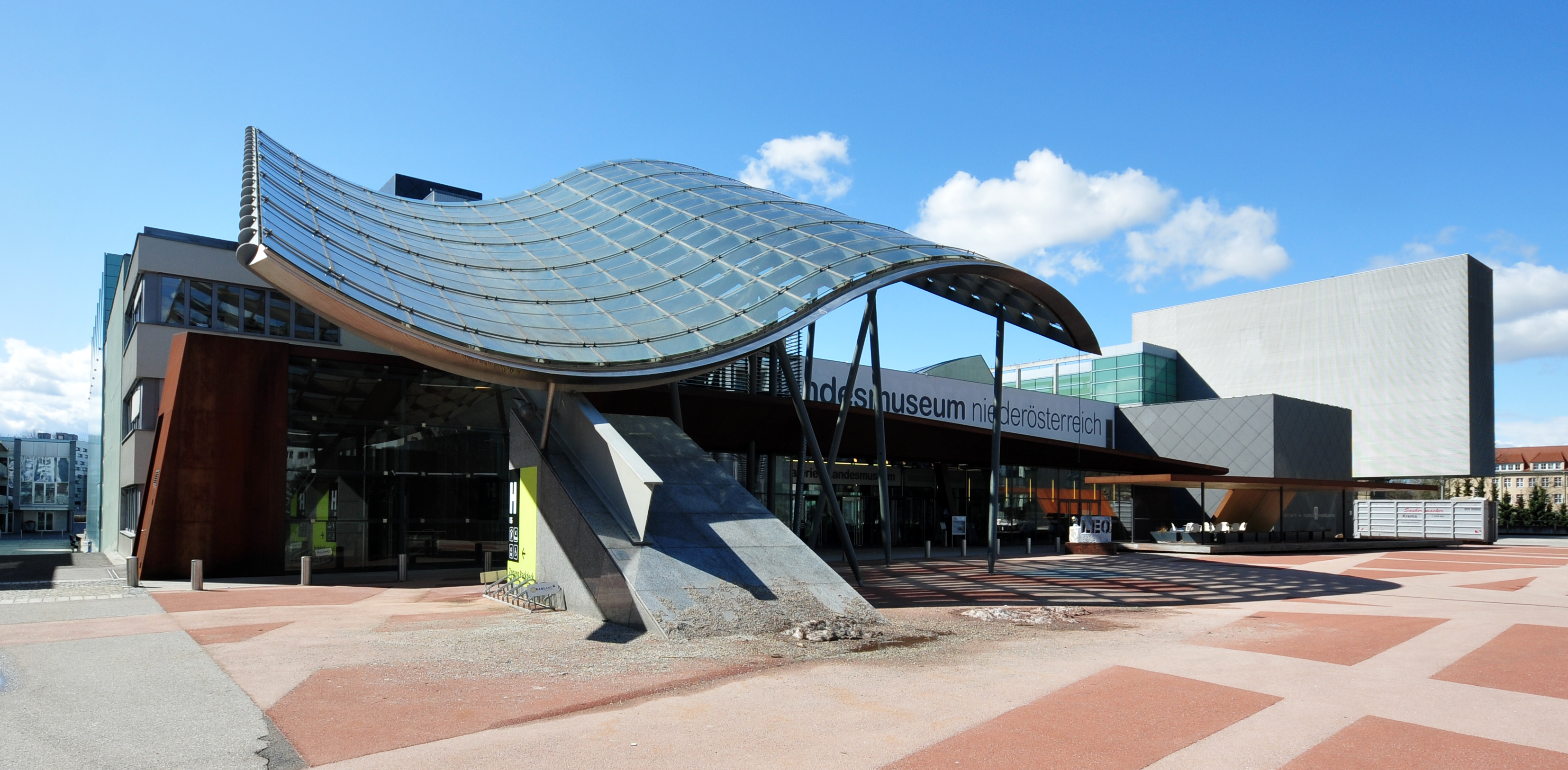
Landesmuseum

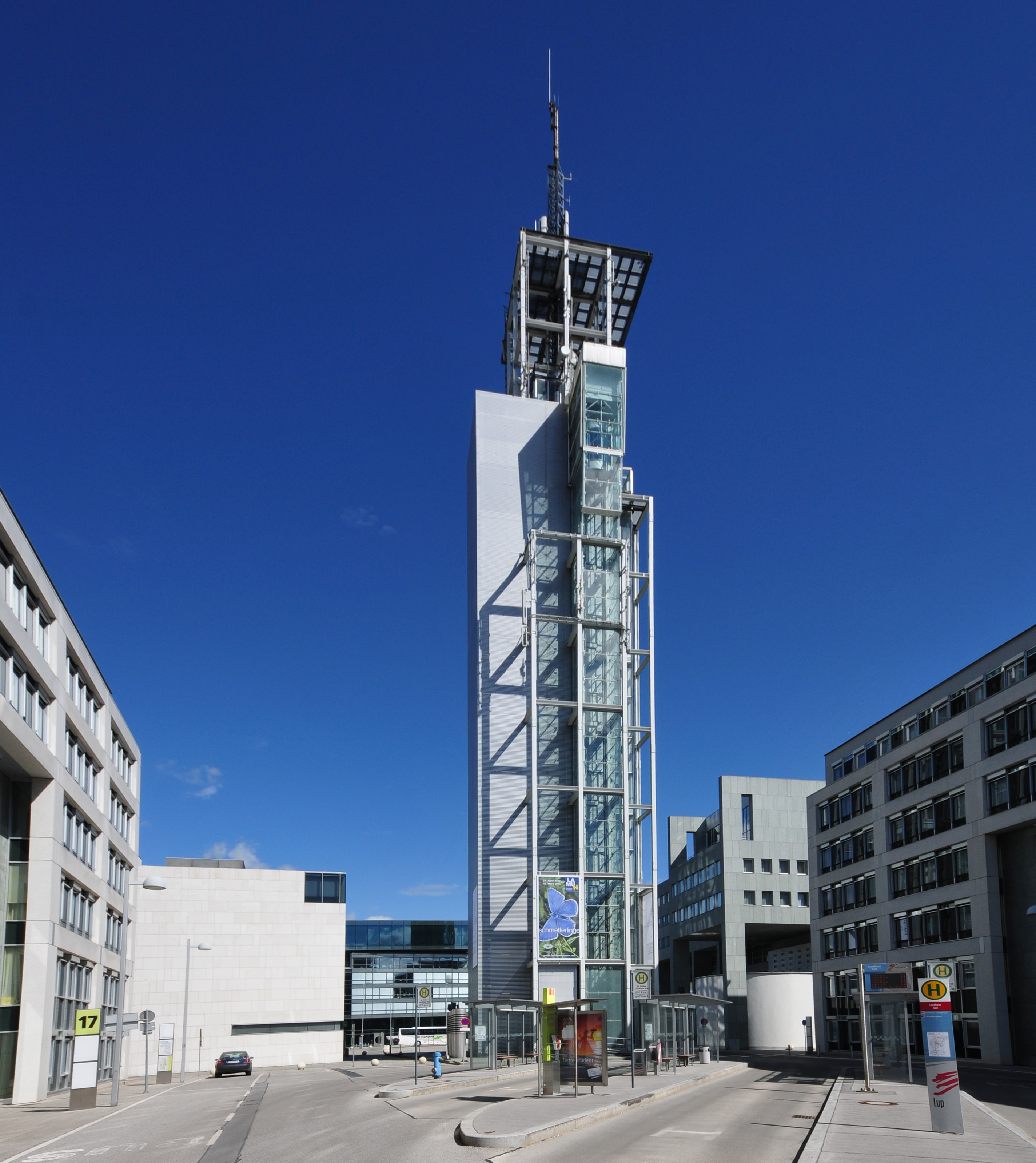
Klangturm

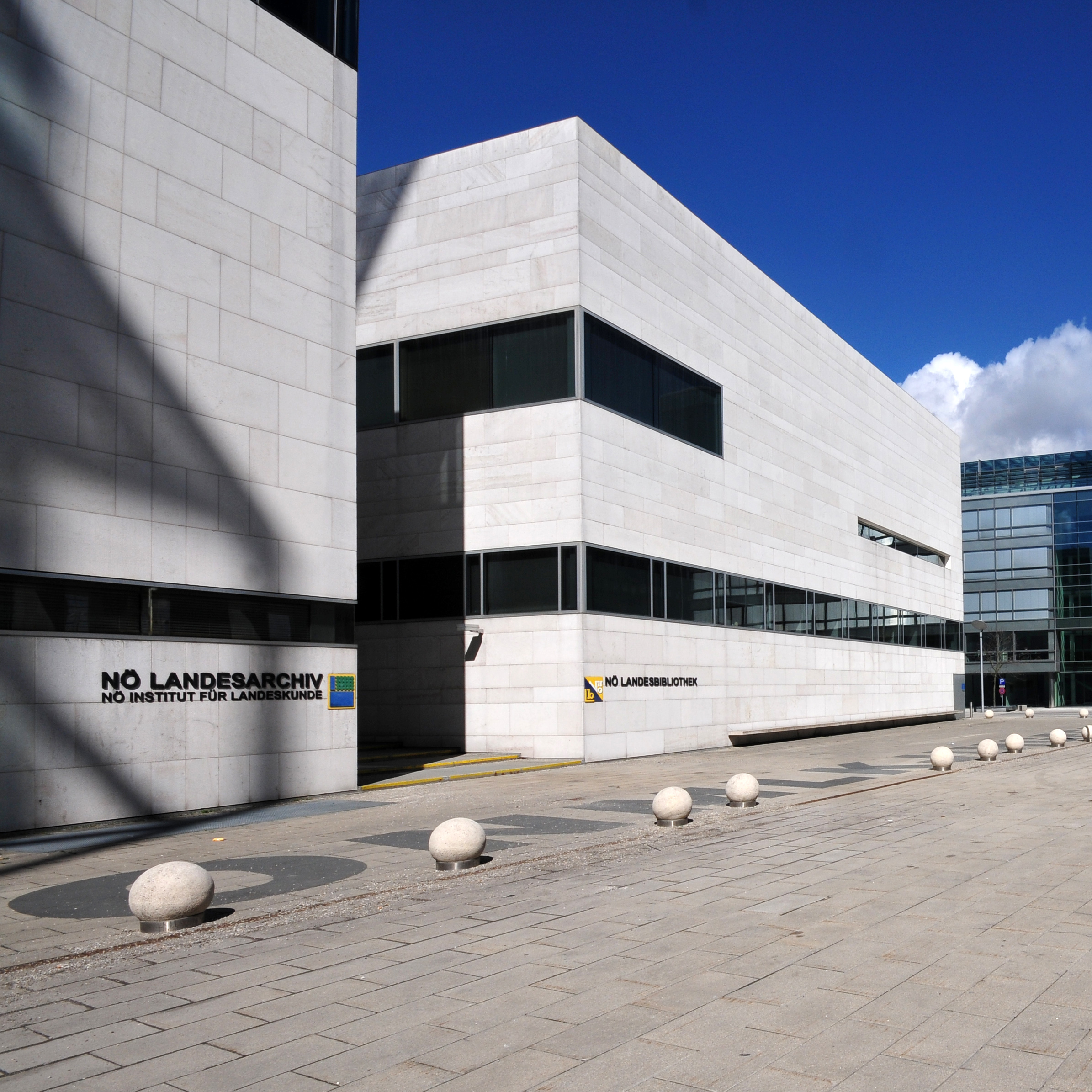
Landesbibliothek

St. Pölten (úřední název města, označovaného někdy též jako Sankt  Pölten  [zaŋkt ˈpœltn̩]; v českém překladu Svatý Hypolit či Svatý Hyppolit) je statutární město a zároveň hlavní a největší město rakouské spolkové země Dolní Rakousy. Leží 60 km západně od Vídně. K 31. prosinci 2022 mělo město 57 639 obyvatel.

## Historie
Území, na němž se město nachází, bylo osídleno již v období neolitu. Archeologické nálezy dosvědčují osídlení také v době bronzové a železné a stopy osídlení Kelty. V období od konce 1. století n. l. až do doby kolem roku 450 n. l. se zde nacházelo římské město Aelium Cetium, které bylo jedním z nejdůležitějších zásobovacích center v římské provincii Noricum.
Po zániku římského města zůstalo místo po několik staletí opuštěné. Doba vzniku raně středověkého města není přesně doložena, obvykle bývá spojována se založením místního kláštera svatého Hyppolita v 8. století.

## Členění města
St. Pölten se člení na jedenáct městských čtvrtí, které zase na 43 katastrálních území.
- Harland:
  - Altmannsdorf
  - Windpassing
- Ochsenburg:
  - Dörfl bei Ochsenburg
- Pottenbrunn:
  - Pengersdorf
  - Wasserburg
  - Zwerndorf
- Radlberg:
  - Oberradlberg
  - Unterradlberg
- Ratzersdorf an der Traisen
- Spratzern:
  - Matzersdorf
  - Pummersdorf
  - Schwadorf
  - Völtendorf
- St. Georgen am Steinfelde:
  - Eggendorf
  - Ganzendorf
  - Hart
  - Kreisberg
  - Mühlgang
  - Reitzersdorf
  - Steinfeld
  - Wetzersdorf
  - Wolfenberg
  - Wörth
- Sankt Pölten:
  - Hafing
  - Nadelbach
  - Teufelhof
  - Waitzendorf
  - Witzendorf
- Stattersdorf
- Viehofen:
  - Ragelsdorf
  - Weitern
- Wagram:
  - Oberwagram
  - Oberzwischenbrunn
  - Unterwagram
  - Unterzwischenbrunn

S výjimkou městských čtvrtí Wagram a Radlberg existují pod stejným názvem také katastrální území.

## Osobnosti
- Alfred Gusenbauer (* 1960), rakouský kancléř
- Julius Raab (1891–1964), rakouský kancléř

## Partnerská města
- Altoona, USA, 2000 [4]
- Brno, Česko, 1990
- Clichy, Francie, 1968
- Heidenheim, Německo, 1967
- Kurašiki, Japonsko, 1957
- Wu-chan, Čína, 2005

#### Bývalá partnerská města
- Prostějov, Česko